# Hull City Association Football Club 2024-2025
Questa voce raccoglie le informazioni riguardanti lo Hull City Association Football Club nelle competizioni ufficiali della stagione 2024-2025.

## Maglie e sponsor
| Casa | Trasferta | Terza divisa |

Sponsor ufficiale: Corendon Airlines
Fornitore tecnico: Kappa

## Rosa
Rosa aggiornata al 3 febbraio 2025.
| N. |                        | Ruolo | Calciatore             |
| -- | ---------------------- | ----- | ---------------------- |
| 1  | Croazia (bandiera)     | P     | Ivor Pandur            |
| 2  | Inghilterra (bandiera) | D     | Lewie Coyle (capitano) |
| 4  | Inghilterra (bandiera) | D     | Charlie Hughes         |
| 5  | Inghilterra (bandiera) | D     | Alfie Jones            |
| 6  | Irlanda (bandiera)     | D     | Sean McLoughlin        |
| 7  | Canada (bandiera)      | A     | Liam Millar            |
| 11 | Turchia (bandiera)     | C     | Doğukan Sinik          |
| 12 | Italia (bandiera)      | A     | João Pedro             |
| 14 | Irlanda (bandiera)     | C     | Harry Vaughan          |
| 15 | Irlanda (bandiera)     | D     | John Egan              |
| 16 | Brasile (bandiera)     | C     | Lincoln                |
| 17 | Inghilterra (bandiera) | D     | Finley Burns           |
| 19 | Colombia (bandiera)    | C     | Steven Alzate          |
| 20 | Colombia (bandiera)    | C     | Gustavo Puerta         |
| 22 | Inghilterra (bandiera) | P     | Carl Rushworth         |
| 22 | Inghilterra (bandiera) | A     | Louie Barry            |

| N. |                        | Ruolo | Calciatore          |
| -- | ---------------------- | ----- | ------------------- |
| 23 | Inghilterra (bandiera) | D     | Cody Drameh         |
| 24 | Inghilterra (bandiera) | C     | Matt Crooks         |
| 25 | Ecuador (bandiera)     | C     | Óscar Zambrano      |
| 27 | Inghilterra (bandiera) | C     | Regan Slater        |
| 28 | Scozia (bandiera)      | A     | Kyle Joseph         |
| 29 | Inghilterra (bandiera) | D     | Matty Jacob         |
| 30 | Inghilterra (bandiera) | A     | Joe Gelhardt        |
| 32 | Francia (bandiera)     | P     | Thimothée Lo-Tutala |
| 33 | Algeria (bandiera)     | A     | Bachir Belloumi     |
| 34 | Inghilterra (bandiera) | P     | Harvey Cartwright   |
| 36 | Belgio (bandiera)      | C     | Eliot Matazo        |
| 37 | Marocco (bandiera)     | C     | Nordin Amrabat      |
| 44 | Inghilterra (bandiera) | A     | Abu Kamara          |
| 45 | Giamaica (bandiera)    | C     | Kasey Palmer        |
| 48 | Inghilterra (bandiera) | A     | Mason Burstow       |